# The Crickets
The Crickets (с англ. — «Сверчки») — американская музыкальная группа, созданная в 1956 году в Лаббоке. Одна из первых групп, начавших играть музыку в рок-н-ролльном жанре. После гибели в авиакатастрофе в 1959 году лидера и фронтмена группы, Бадди Холли, её популярность значительно упала, но, тем не менее, коллектив продолжал своё существование еще на протяжении полувека.

## История группы

### 1956
В январе 1956 года студия Decca Records заключила контракт с молодым солистом Чарльзом Хардином (Бадди) Холли, до сих пор выступавшим на разогревах у таких исполнителей, как Элвис Пресли и Билл Хейли. 26 января в Нашвилле с помощью гитариста Грэди Мартина и перкуссиониста Дуга Киркхэма состоялась запись первых песен группы, а 16 апреля 1956 года одна из этих песен под названием «Blue Days, Blue Nights» вышла синглом. записанный, правда, ещё не участниками группы, а с помощью гитариста Грэди Мартина и перкуссиониста Дуга Киркхэма. Это была первая запись группы.
Для дальнейшей карьеры Холли организовал свой собственный музыкальный коллектив, куда вошли: гитарист Сонни Кёртис, постоянно работавший с Бадди на протяжении девяти месяцев, барабанщик Джерри Эллисон, бас-гитарист Ларри Уэлборн, а также два бэк-вокалиста. В марте 1957 года на место Уэлборна пришел Джо Молдин.

### 1957
Изначально группа носила имя «Buddy Holly and the two tunes», потом — «Buddy Holly and the three tunes» (по количеству участников в группе). Наконец, к марту 1957 года полностью сформировалось новое и окончательное название группы — «The Crickets». Оно дословно переводилось с английского как «Сверчки», но в то же время перекликалось с названием игры крикет (также «Cricket»), образуя игру слов. Именно по аналогии с «The Crickets» был назван коллектив «The Beatles» (от «beetle» — жук и «beat» — ритмический звук, олицетворение бит-музыки).
27 мая 1957 года Brunswick Records — дочерний лейбл фирмы Decca — выпустил два новых сингла: «That’ll Be the Day», к концу сентября разошедшийся миллионным тиражом и занявший 3-е место в чартах США, а к 1 ноября вышедший на 1-ю позицию в Великобритании. Второй, не менее известный, сингл «Peggy Sue» (3-е место в чартах США, 6-е — в Англии), был посвящён невесте ударника «The Crickets».
Публике сразу бросался в глаза сценический имидж лидера группы, Бадди Холли. Вечно улыбающийся, в больших роговых очках, он наглядно демонстрировал, что рок-звездой можно стать, не будучи красавцем-суперменом. Ещё один прецедент Бадди Холли создал, начав одним из первых в роке использовать гитару «Фендер-Стратокастер», впоследствии высоко оцененную ведущими инструменталистами того времени. Кроме того, необычным казалось то, что все музыканты в ансамбле, вопреки устоявшейся традиции, были белыми: в августе 1957 года «The Crickets» была единственной белокожей группой-участницей национального гастрольного тура, первого в своей карьере.
Вышедший 27 ноября 1957 года альбом «The „Chirping“ Crickets» произвел настоящий фурор. В него вошли такие композиции, как «Peggy Sue» и «Oh, Boy!», покорившие британские и американские чарты.

### 1958
На волне успеха, вызванной популярностью только что выпущенного альбома группы, в январе 1958 года «The Crickets» отправились в гастрольный тур по Австралии, а в марте — по Великобритании. Однако третий альбом группы — «That’ll Be the Day» — получил плохие отзывы критиков, по мнению которых, лишь одна — заглавная — песня заслуживала внимания.
В октябре 1958 года группа «The Crickets» распалась. Холли отдал все права на её название бас-гитаристу Молдину, который сразу же набрал новый состав: Эрл Синкс — вокал, Томми Оллсап — гитара, Сонни Кертис — гитара, сам Молдин — бас-гитара, Джерри Эллисон — ударные. В свою очередь, Бадди Холли начал выступать сольно под своим именем.

### Карьера после смерти Холли
После трагической гибели Бадди Холли, ведущим солистом становится Эрл Синкс (1958—1960). Вместе с ним был записан альбом «In style with the crickets» (1960). После ухода Эрла коллектив отправился в Англию вместе с группой Everly Brothers в качестве поддержки. В 1964 году группа записывает альбом «California Sun» вместе с Bobby Vee.

## Discography
- The "Chirping" Crickets (1957, with Buddy Holly)
- In Style with the Crickets (1960)
- Bobby Vee Meets the Crickets (1962, with Bobby Vee)
- Something OLD, Something NEW, Something BLUE, Somethin' ELSE!!! (1963)
- California Sun (1964)
- Rock Reflections (1971)
- The Crickets Rockin' 50’s Rock n' Roll (1971)
- Bubblegum, Bop, Ballad And Boogies (1973)
- Remnants (1973)
- A Long Way from Lubbock (1974)
- Visions Of Buddy Holly (1980, music performed by the Crickets after Buddy’s death.)
- Three Piece (1988)
- T Shirt (1988)
- Ravin' On From California To Clovis (1991)
- The Liberty Years (1991, compilation with unreleased songs)
- Still In Style (1992, compilation, 23 post-Buddy Holly recordings 1959-75)
- Double Exposure (1993, re-recordings)
- Cover to Cover (1995, compilation with Buddy Holly)
- Too Much Monday Morning (1996)
- The Original (1996, 20 tracks from their Liberty Years)
- The Crickets and Their Buddies (2004)